# 黃嘉露
黃嘉露（英文名：Carol Huynh，1980年11月16日—）是加拿大华裔女子自由式摔跤選手。黃嘉露的母親是越南出生的華裔；父親是廣東人，幼年移居越南。 其父母于1970年代南越政權失敗后，以難民身份輾轉逃至加拿大卑詩省小鎮New Hazelton，並由當地的聯合教會資助。 黃嘉露的兩個姐姐都是摔跤好手，黃嘉露也從15嵗開始起摔跤的生涯。 黃嘉露在1998年進入了西門菲沙大學學習，現在是卡爾加里大學的學生。    從事社會工作的丈夫Dan Biggs也曾是摔跤選手，兩人于2005年7月26日共結連理。 其教練是前多項女子摔跤世界冠軍Christine Nordhagen的丈夫Leigh Vierling。
在2008年北京夏季奧運會中黃嘉露為加拿大獲得了女子自由式摔跤48公斤級金牌。這是加拿大代表團今屆奧運會上獲得的第一枚金牌同時也是第一枚獎牌，黃嘉露也成爲继在2004年雅典奧運會曾為加拿大獲得女子自由式摔跤銀牌的托尼婭·韋爾貝克之后，加拿大歷史上第二位在奧運會上獲得摔跤項目獎牌的女選手。
黃嘉露隨後在2010年世界摔跤錦標賽中奪取銅牌，再於同年的英聯邦運動會和2011年泛美運動會中奪冠。她於2012年夏季奧林匹克運動會中再度代表加拿大參賽，在48公斤級賽事中奪得銅牌。

## 外部連結
- 官方網站（英文）